# Límni Dhístos
Límni Dhístos (Dystos) är en sjö i Grekland.   Den ligger i regionen Grekiska fastlandet, i den östra delen av landet, 50 km nordost om huvudstaden Aten. Límni Dhístos ligger 16 meter över havet. Arean är 0,92 kvadratkilometer. Den ligger på ön Euboia. Den sträcker sig 1,7 kilometer i nord-sydlig riktning, och 1,8 kilometer i öst-västlig riktning.